# XEphem
XEphem (від "X Windows+ephemeris") — вільне наукове програмне забезпечення для астрономії, створене американським програмістом та радіоаматором Елвудом Доуні (англ. Elwood C. Downey).

## Історія
XEphem була створена як версія консольної програми ephem для операційної системи Unix з використанням Motif для побудови графічного інтерфейсу користувача.
Першу публічну версію, XEphem 2.5, було випущено у грудні 1993 року[джерело?].
Програма постачалася у двох варіантах:
- у виляді відкритого програмного забезпечення, безкоштовного завантаження і персонального некомерційного використання лише з освітньою та дослідницькою метою[5];
- у вигляді комерційного програмного забезпечення на компакт-диску, який окрім самої програми вміщував додаткові каталоги зірок та інших космічних об'єктів[6].

Підтримку комерційної версії програми було припинено у 2016, а безплатна версія з відкритим невільним кодом випускалася до релізу 3.7.7 включно.
7 лютого 2021, Доуні змінив ліцензію XEphem на MIT License та випустив версію 4.0.0, таким чином первівши програму у розряд вільного програмного забезпечення.
Подальшу розробку програми було перенесено на GitHub.
Станом на 2024 рік, програма активно розробляється і доступна для Unix-подібних операційних систем (Linux, Mac OS тощо).

## Особливості
Програма XEphem призначена для відображення інформації про ефемериди, а також вона є інтерактивним віртуальним планетарієм.

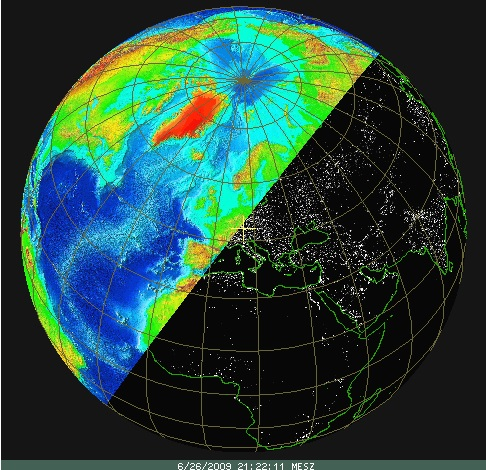
Відображення лінії термінатора у XEphem

- Відображення карти зоряного неба (у різних картографічних проєкціях)[22].
- Відображення орбіт планет і їх природних супутників.
- Відображення траєкторій і положення штучних супутників Землі (на основі даних TLE)[23].
- Відображення астрономічних явищ на віртуальному глобусі чи географічній мапі Землі[23] (з точки зору зовнішнього спостерігача з орбіти Землі, або безпосереднього спостерігача на поверхні Землі);
- Керування через Instrument Neutral Distributed Interface[en] деякими аматорськими телескопами (Meade, Celestron, Vixen[en] тощо) та аксесуари для телескопів[24].
- Безпосередній доступ (як клієнтського програмного забезпечення) до даних інтернет-ресурсів Digitized Sky Survey[en][25], SOHO[26], кривих блиску AAVSO, та глобальних температури й покриття хмарами поверхні Землі.
- Встановлення видимого горизонту і відсікання невидимої частини небесної сфери (файли .hzn).
- Підтримка роботи з форматом астрофотографій FITS.

### Алгоритми і моделі
- Планетарна теорія VSOP87D[en] (повної і спрощеної точності) ефемерид Сонячної системи.
- Наближенні обчислення DE200[en][27] для зовнішніх планет і Плутона.
- Формулу J. Meeus (1982)[28] для природних супутників Юпітера та Сатурна.
- Модель Бюро довгот для природних супутників Марса та Урана.

### Каталоги
- Вибірка з каталогів SKYMAP Master Catalog та Каталогу Мессьє.
- Близько 452 млн зір із Tycho-2 Catalogue[en] та вибірку обмеженої магнітуди з Каталогу опорних зір.
- Близько 1 млн об'єктів далекого космосу, переважно з вибірки HYPERLEDA.
- Близько 288 000 малих планет та елементів орбіт комет із каталогів IAU Minor Planet Center[29][30][31] та Ловеллівської обсерваторії (можуть бути оновлені).
- Цифровий атлас поверхні Місяця створений у рамках місії НАСА «Лунар орбітер»[32].
- Інші спеціалізовані каталоги.

Внутрішній формат каталогів може бути доповнений із первинних даних, тобто бінарний файл каталогу Tycho-2 можна згенерувати з оригінального набору даних. Це можливо і для інших каталогів (не зір) у ASCII форматі .edb, як-от HYPERLEDA.
XEphem також підтримує формати різних астрометричних каталогів:
- GSC 1.2[36] та GSC-ACT[en][37]
- USNO A/SA 1.0/2.0[38]
- UCAC2[39]

## ephem
ephem — оригінальна програма з інтерфейсом командного рядка, створена початково для DOS, а пізніше для Unix, первинне ядро програми XEphem.

### WinEphem
WinEphem — стороння програма створена для Windows як графічний інтерфейс для ephem. Останнє оновлення WinEphem було випущено у 2002.

### PyEphem
PyEphem — програмна бібліотека (модуль ephem) для Python, який використовує числові маніпуляції на основі коду ephem.

## Галерея

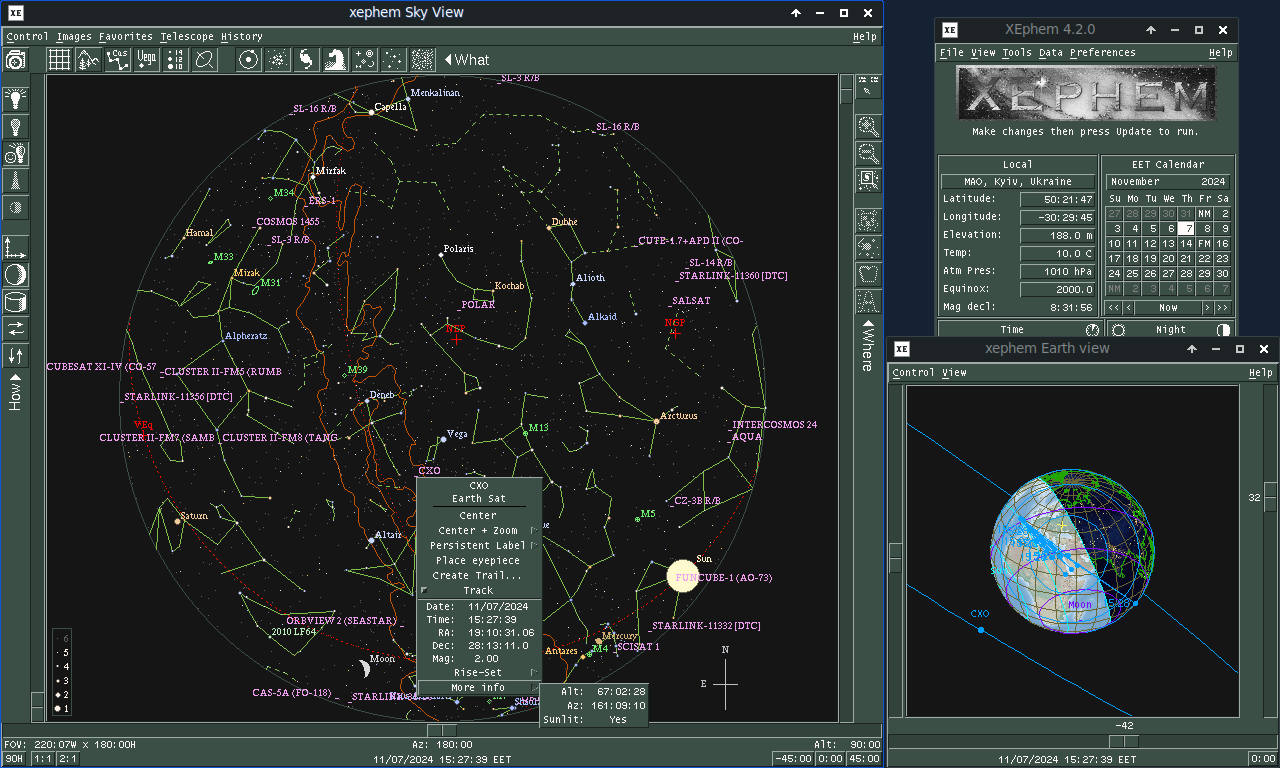
Планісфера та траєкторія орбітального телескопа Чандра (CXO)
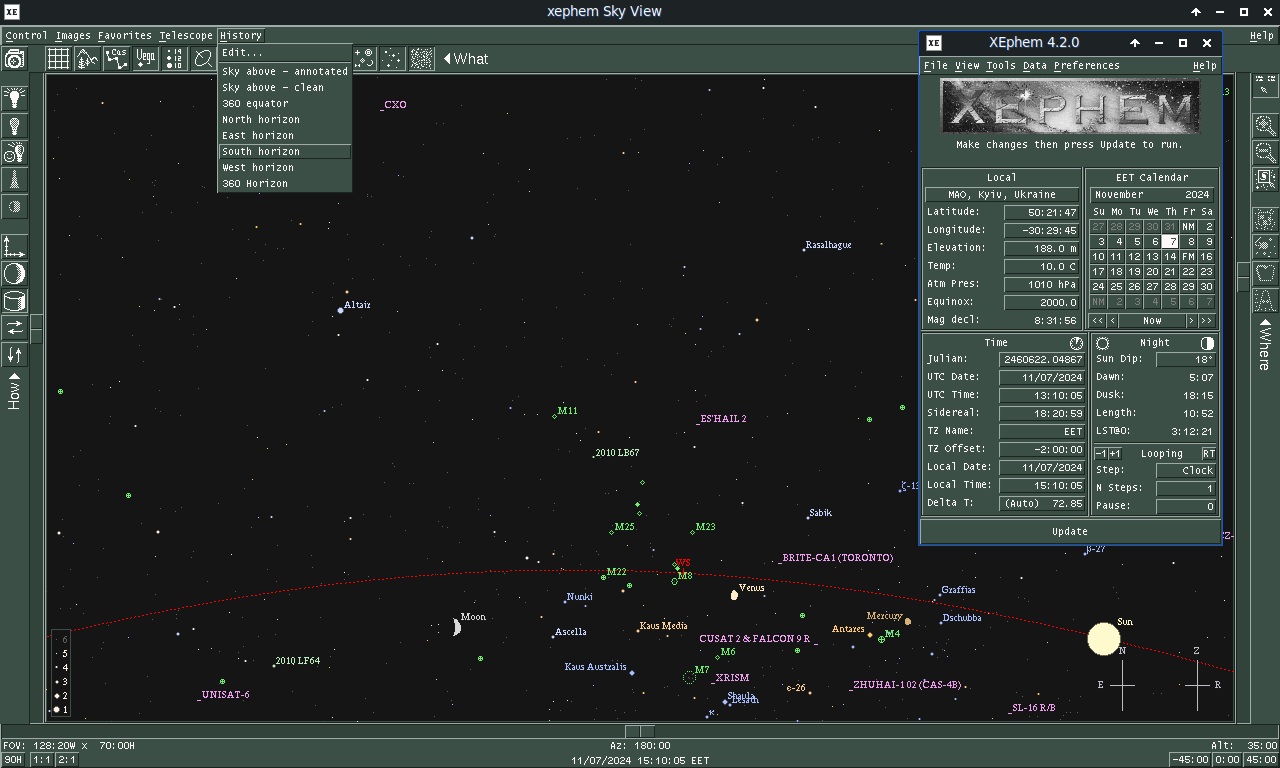
Зоряне небо (північний напрямок)
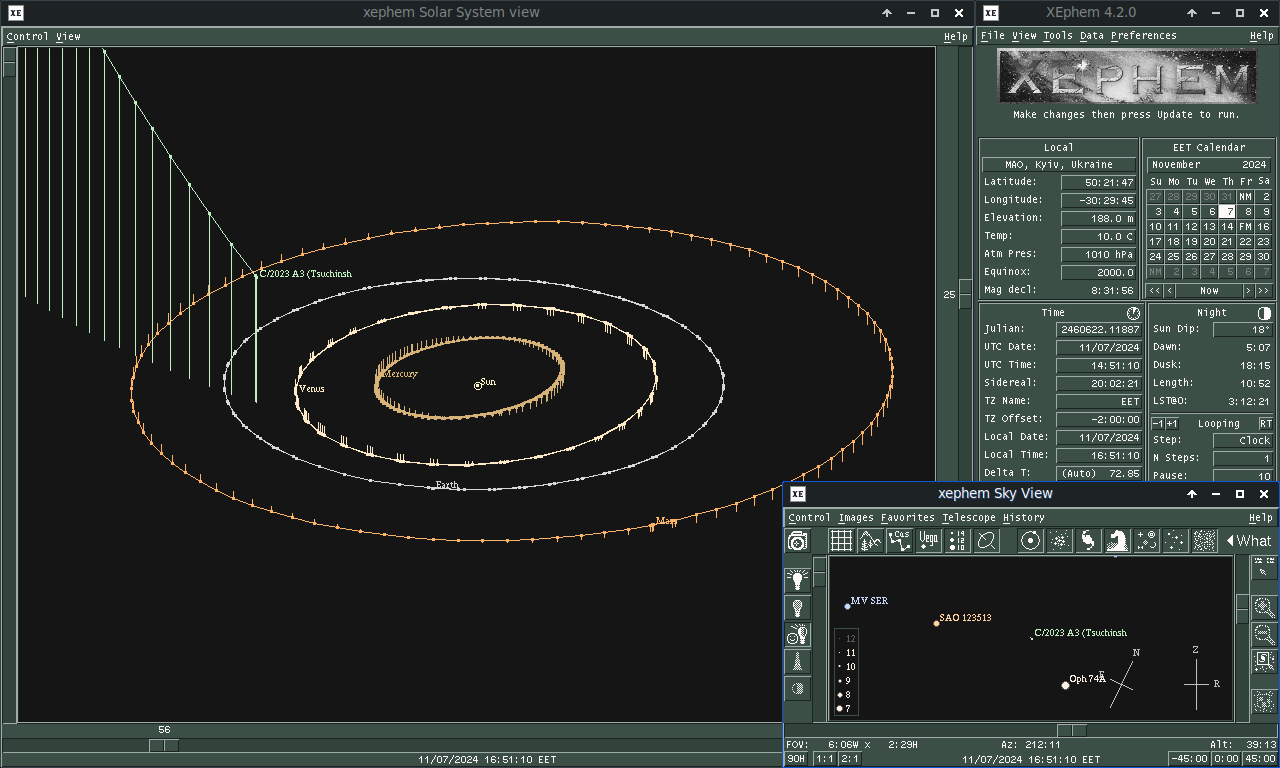
Траекторії планет Сонячної системи і комети C/2023 A3 (Цзицзіньшань — ATLAS)
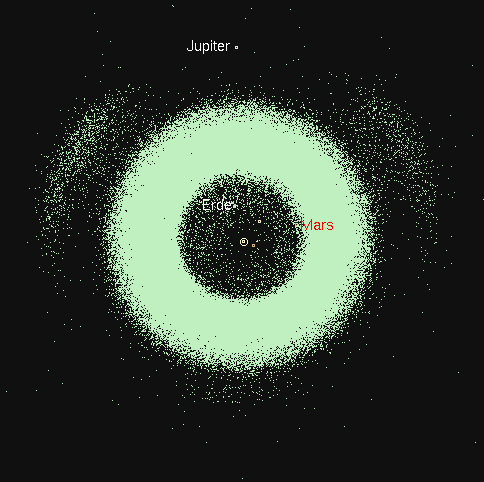
Усі космічні об'єкти в радіусі від Сонця до Юпітера